# Heusenstamm
Heusenstamm är en stad i det tyska förbundslandet Hessen med en befolkning som uppgår till cirka 19 000. Staden tillhör landkreis Offenbach.
Staden grundades 1211 av riddarna av Heusenstamm och regerades från 1600-talet till 1800-talet av grevarna av Schönborn. Heusenstamm fick stadsrättigheter år 1959.
Heusenstamms kommun består av stadsdelarna Heusenstamm (cirka 16 000 invånare) och Rembrücken (stadsdel sedan 1977; cirka 2 000 invånare).
Heusenstamm ligger 15 km sydöst om Frankfurt am Main, 15 km sydväst om Hanau, 20 km norr om Darmstadt och 4 km söder om Offenbach. Kommunen gränsar
- i norr till staden Offenbach am Main (stadsdel Bieber)
- i öster till Obertshausen och Rodgau
- i söder till Rodgau och Dietzenbach
- i väster till Dreieich

## Trafik
Heusenstamm ligger nära flygplatsen Frankfurt Mains flygplats och regionalflygplatsen Egelsbach. Det finns direktförbindelse med S-Bahn (pendeltåg) mot Niedernhausen (nära Wiesbaden) över Offenbach am Main och Frankfurt am Main. Bussar kör direkt till Obertshausen, flygplatsen (över Neu-Isenburg), Dietzenbach, Rodgau och Dreieich. Heusenstamm har anslutning till motorvägarna A3 (utfart Obertshausen) och A661 (utfart Neu-Isenburg).

## Politik
Heusenstamm styrs för närvarande av kristdemokraterna (CDU) i koalition med De gröna.
Borgmästare är Steffen Ball (CDU) sedan valet 2021.
Stadshuset är i det tidigare slottet Schönborn, som köptes från familjen Schönborn 1979.

## Domstolar
Heusenstamm tillhör Offenbach am Mains (civil-, straff- och arbetsrätt) och Darmstadts (civil-, straff- arbetsrätt, andra instansen samt social- och förvaltningsrätt) domsagor.

## Systerstäder till Heusenstamm
- Saint-Savin (Frankrike) sedan 1969
- Tonbrigde (Storbritannien), sedan 1984
- Malle (Belgien), sedan 1991
- Ladispoli (Italien), sedan 2001.